# 海坊主

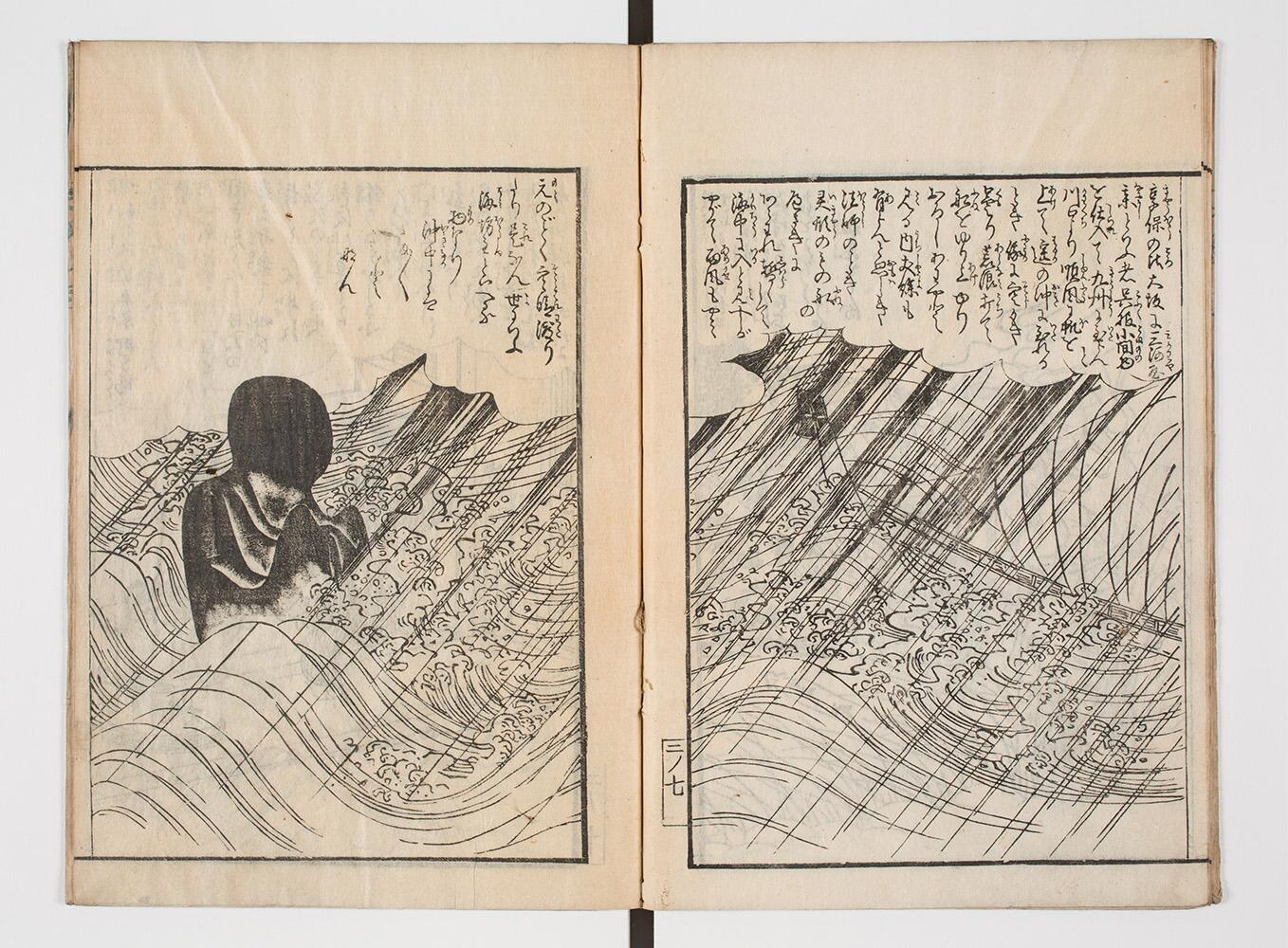
『絵本小夜時雨』より「海坊主」

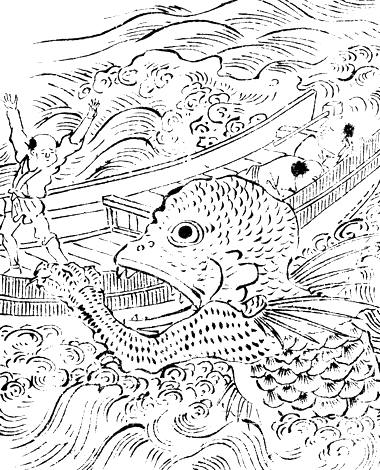
北尾政美による黄表紙『夭怪着到牒』。鱗とヒレを持つ海坊主が登場する。

水木しげるロードに設置されている「海坊主」のブロンズ像。

海坊主（うみぼうず）は、海に住む妖怪、海の怪異。「海法師（）」、「海入道（）」と呼ばれるものも含まれる。

## 概要
特に夜間の海上で、穏やかだった海面が突然盛り上がり黒い坊主頭の巨人が現れて、船を破壊するとされる。大きさは多くは数メートルから数十メートル、とかなり巨大なものもあるが、人間大ほどのものもいるという。たいがい上半身のみを海上に現す。
また、海坊主は、単体で現れることのみならず、集団でやってくることもあり、船体や櫓にへばりついたり、篝火を消すといった行動をとるといわれる。弱点は煙（一説に煙草の煙）であり、運悪く出会ってしまった際はこれを用意しておけば助かるという。
海坊主は、溺死者の亡霊のことといわれるが、千葉県の伝承でもそうだという。だが、千葉県の銚子には、正覚坊という僧が溺れてなったという伝説が、江戸期の書物などにみえる（後述、 § ウミガメ参照）。
海坊主が柄杓（）のような水を注ぐ道具を貸せという話型がある。宇久島（長崎県・五島列島）の具体例では、海坊主が「柄杓を貸せ」と迫るが、渡すと水攻めで船を沈めにかかるので、対処法として底を抜いた柄杓を渡せばよいとされる。同様の話は、各地にあるとされる。愛知県師崎等のバージョンでは、船幽霊が現れて、「あかとりくれい」とせまる。

### 語釈・類種
別名で「海法師（）」、「海入道（）」とも呼ぶ。
船幽霊との区別は明らかではない。上述の五島列島の伝承でも、同じ妖怪を海坊主とも船幽霊とも称すという。
また、西海の「海坊主」は、人面のウミガメのような「和尚魚」に相当すると江戸期の著述物に説かれている（ § ウミガメ参照）。
なお、西洋には名称が語義的に類似するシー・モンク（sea monk、「海の修道僧」）や シー・ビショップ （sea bishop、「海の司教」）と呼ばれる半魚人の伝説がある。

## 各地の伝承

### 九州・四国
上述の五島列島の海坊主こと船幽霊について、これが柄杓を求めるという話素は、各地に伝わるありふれたものであるが、この妖怪については、決して艫（とも、船尾）から船に昇ってこようとはしない、なぜならば、「船王様」が艫（）を向いているからで、かならず舳（船首）からよじ登ってこようとするという。更には、櫓（艪）に抱きつくことがあるが、船乗りはそのまま、櫓をどんどん押してゆけば、櫓の縁が刃のように海坊主に切り込んで、妖怪は「アイタタ」などと悲鳴をあげるという。
愛媛県宇和島市では座頭に化けて人間の女を殺したという話がある。また人を襲うという伝承が多い中、宇和島では海坊主を見ると長寿になるという伝承がある。

### 中国地方
長門（現・山口県）向津具川尻の伝承では、昔、夜漁をしていた漁師が見た海坊主は、篝火を消しにやって来たので、篝火を投げつけたという。
岡山県（備讃灘）に多い「ぬらりひょん」は海坊主の一種で、頭大の玉状のもので、船を寄せて浮かんでいるところを取ろうとすると、ヌラリと外れて底に沈み、ヒョンと浮いてくる。これを何度も繰り返して人をからかうという。同名だが老人姿のヌラリヒョンは、まったく違う妖怪とされる。
山陰地方では、海坊主は陸でも遭遇するとされており、夜浜辺を歩いていたりすると、ヌルヌルとした黒い塊が拠ってきて、体をなすりつけられるのだという。しかも海に引きずり込もうとしたのを、力をふりしぼって逃げてきたという逸話も残っている。
鳥取県では、江戸時代に書かれた『因幡怪談集』に海坊主の伝承が残る。宮相撲で負けなしの米子町の隣村の男が、海辺で周囲2尺（66センチ）ほどの棒杭のような形をした一つ眼の怪物と出会う。男は格闘のすえ怪物を捕らえるが、噂を聞きつけて集まった村人たちにも怪物の正体はわからなかった。ただ90才になる老人が、「これは海坊主ではないか？人をみればもたれかかり、体はぬるぬるし、さわると体がかゆくなるという。海辺を歩いとるとたまに出くわすことがある、と昔、爺から聞いたことがある。」と話し、正体が海坊主だとわかったという。

### 近畿地方
変わった姿の海坊主もいる。和歌山県では毛見浦（現・和歌山市毛見）の海坊主なるものが出没したという。明治21年（1888年）12月26日の『都新聞』によると、和歌山県三井寺に大猿のような体長7〜8尺（約2.1〜2.4メートル）、体重60〜70貫（約225〜263キログラム）の海坊主があがったという。茶色い髪、橙色の目をもち口はワニ、腹は魚、尾はエビ、鳴き声は牛のようであったという。
淡路島の由良町（現・洲本市）では、船の荷物の中で最も大切なものを海に投げ込むと助かるともいう。ただし投げ込むには、船のミヨシ（船首）から、と決まっている。

### 東北
東北地方では漁で最初に採れた魚（初物）を海の神に捧げるという風習があり、これを破ると海坊主が船を壊し、船主をさらって行くといわれる。
海坊主は姿を変えるともいい、宮城県の気仙沼大島では美女に化けて人間と泳ぎを競ったという話がある。岩手でも同様にいわれるが、誘いに乗って泳ぐとすぐに飲み込まれてしまうという。

### 中部地方
海の無い長野県には、川に住む海坊主がおり、全国的にも珍しいとされる。伝説によれば中野の替佐付近の川に住み、体は巨大で、黒く大仏のような頭をしている。上半身だけを水上に出すと言う。

### 船幽霊・幽霊船
千葉県では怪異ではなく、幽霊船が海坊主として伝わっている。漁師が近づいてくる船を避けようとしも、その船はどこまでも漁師の船を追ってきて離れなかった。追ってくる船が海坊主だと気付いた年寄りの漁師が、海面を竿でパンパンと叩いて追い払ったと伝承されている。
千葉県千倉町の漁師は、船幽霊が出たらメンパ（木の薄板製の飯の容器）の蓋をばらして海に投じて追い払うと言われる。これと並べ比べる伝承としては、青森県下北郡東通村尻屋崎では、フカに喰われた人間が亡者船（）になるといわれ、味噌を水に溶かして海に流すと除けられるという。 

### 類種
静岡県賀茂郡で語られる「ウミコゾウ」は、目の際まで毛をかぶった小僧で、釣り糸を辿って来て、にっこり笑ったという。
愛媛県北宇和郡では、夜、海が白くなって泳いでくるものを「シラミ」と呼び、漁師はこれをバカと言う。しかし、バカというのが聞こえると、怒って櫓にすがり、散々な目にあわされると伝えられている。 
蒙古襲来の時、水死した霊魂が変じたという怪異、ムクリコクリ（また「モクリコクリ」。「蒙古高句麗」の転訛）については、様々に伝わるが、紀州田辺のあたりでは、3月3日に山にいくと出るし、5月5日に海にいくと出る、と伝わる。そして、海に出現する場合は、クラゲのような形で、海上を群れて漂うともいう。よって多田克己はこれを海坊主の傍流とするようである。同地域でも、陸に出る話では、麦畑に現れて人の形をしているが伸縮自在、現れては消える化け物だともいわれる。田辺の神子浜の異聞では、それはイタチに似た小獣で、夜に麦畑に立ち入る人の尻を抜くとされる。南方熊楠は、こちらを田鼠（でんそ、モグラ）と河童の伝承が混じったものと考察する。
佐渡島の「タテエボシ」は、海から立ち上る高さ20メートルもの怪物で、船めがけて倒れ来るという。

## 古典上の海坊主

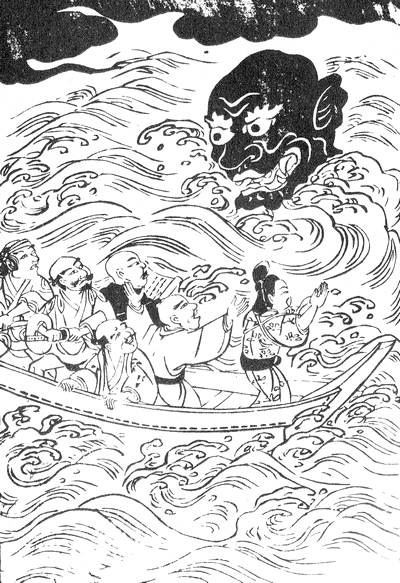
『奇異雑談集』より「伊良虞のわたりにて、独り女房、船にのりて鮫*にとられし事」

江戸時代の古典『奇異雑談集』（1687年刊）に「黒入道」という海坊主の伝聞がある。明応年間（1492–1501年）、猿楽の太鼓打ちと笛吹きが駿河に行くべく、伊勢国（現・三重県）から伊良湖岬へ向かう渡し船を利用した。船頭は独り女房を断っていたが、鼓打ちの善彌/善弥（善珍）が妻を強引に乗せたところ、海で大嵐に見舞われた。船主は竜神の怒りに触れた、女が乗ったからだなどと怒り、一行は竜神の欲しがりそうな物を海に投げ込んだものの、嵐はおさまらず、やがて黒入道の頭が現れた。それは人間の頭の5-6倍ほどあり、天目茶碗ほどの大きさの目が光り、馬のような（鳥のような）口は2尺（約60センチメートル）ほどあった。善珍の妻は意を決して海に身を投げたところ、黒入道はその妻を咥（）え、荒波はおさまり、一同は岸に着いたが荷物を失っていた。船頭がいうに、「入道鰐」と称す怪物だった。このように海坊主は竜神の零落した姿であり、生贄を求めるともいう。
『本朝語園』（宝永3/1706年刊）の説話では、少弐嘉頼（1441年没）が、漁師から教示された話として、海には海入道（）（船入道）というものもおり、体長6, 7尺で目鼻も手足もないもので、同様にこれに遭ったときには何も言わず、見なかったふりをしてやり過ごさなければならず、「あれは何だ」とでも言おうものならたちまち船を沈められるといわれた。
随筆『閑窓自語』（柳原紀光著、寛政年間/1789–1801年）によれば、和泉貝塚（現・大阪府貝塚市）では海坊主が海から上がって3日ほど地上にいたとあり、海に帰るまでの間は子供は外に出ないよう戒められていたという。目撃者によれば、姿は人間に似て巨大であり、漆塗りのように全身が黒く、半身が海から出ていたが、後ろから見たので顔は確認できなかったという。

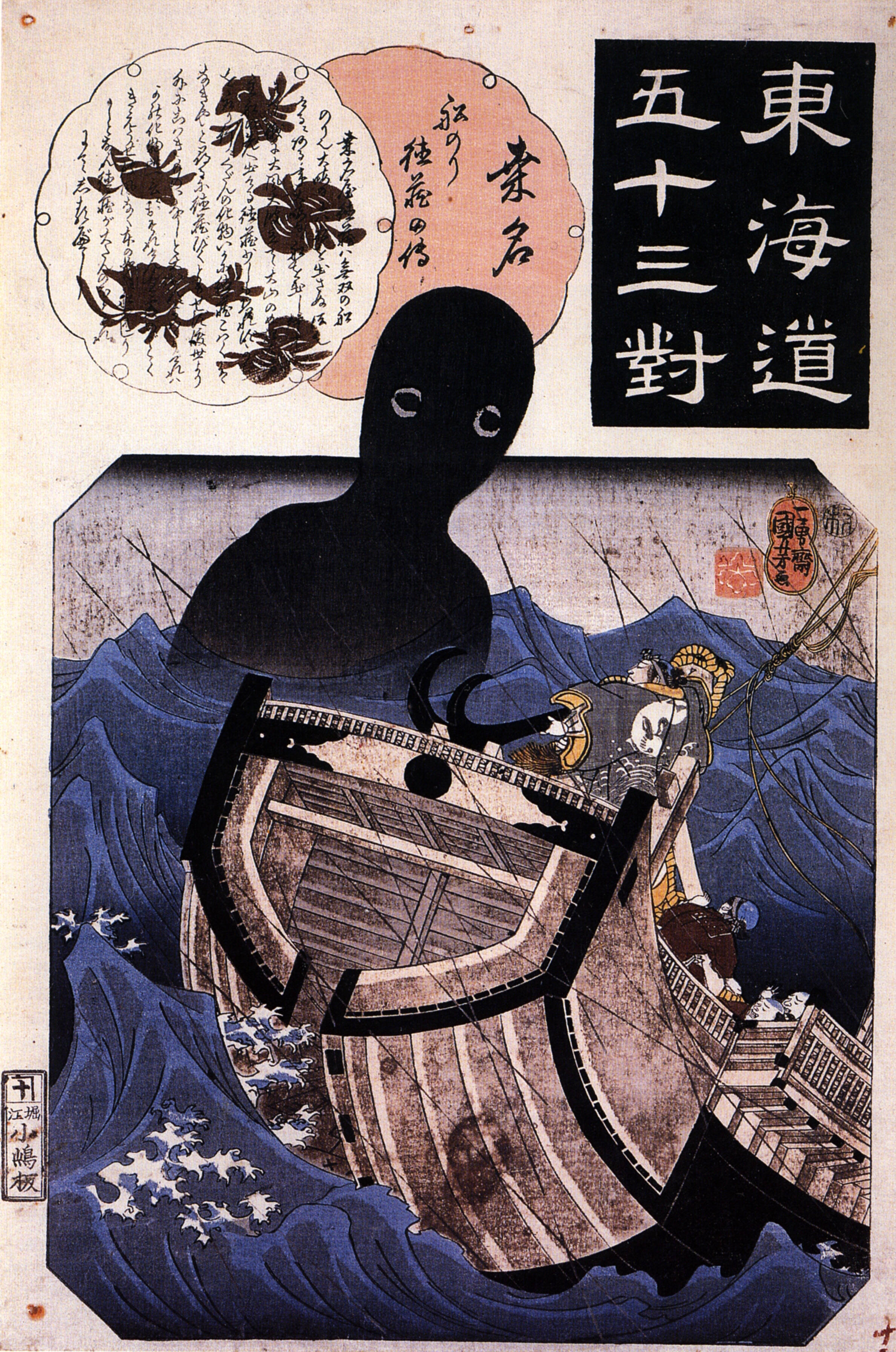
歌川国芳『東海道五十三対』「桑名：　船乗り徳蔵の伝」の海坊主。『雨窓閑話』の大入道であろう。

随筆『雨窓閑話』（松平定信（1829年没）著？、1851年刊）では桑名（現・三重県）によれば、月末の船出は憚られていたが、桑名屋徳蔵という船乗りが禁を破って一人で晦日に海に出たところ、背の丈が1丈（3メートル）ばかりもあり、両目は鏡に朱を差したような大入道が現れ「俺は恐ろしいか」と問い、船乗りが「世を渡ることほど恐ろしいことはない」と答えると、海坊主は消えたという。同様に月末には「座頭頭（ざとうがしら）」と呼ばれる盲目の坊主が海上に現れるという伝承もあり、人に「恐ろしいか」と問いかけ、「怖い」「助けてくれ」などと言って怖がっていると「月末に船を出すものではない」と言って消えるという。

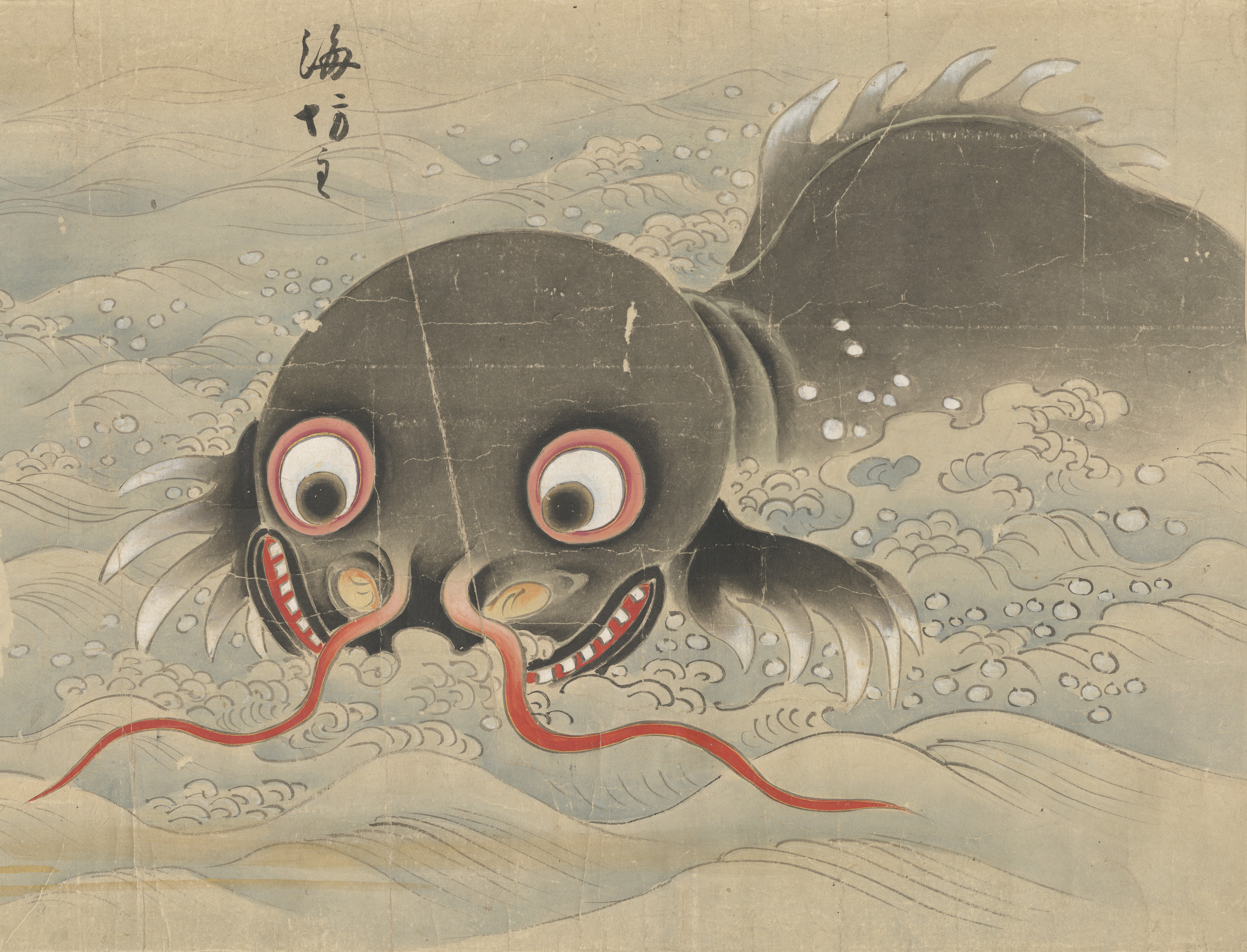
米国・ブリガムヤング大学のハロルド・B・リー図書館が所蔵する妖怪絵巻『化物之繪』より、「海坊主」の名が記された妖怪画。

ブリガムヤング大学蔵の『化物之繪』の海坊主（左図参照）は、ナマズ似の絵となっており、一般的な海坊主の描写ではないと考察されている。

### ウミガメ

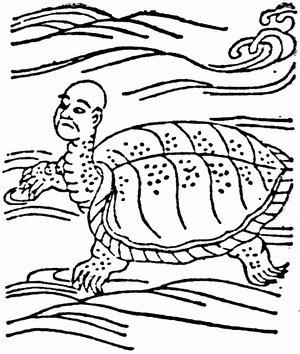
和尚魚―『和漢三才図会』、部分。

寺島良安の『和漢三才図会』（1712年成立）では、人面のウミガメ（中国で言う和尚魚）のことを「海坊主」だとしている（右図、および § 中国の伝承も参照）。
『物類称呼』（1775年刊）や明治の『和訓栞』ではこれに加えて、下総国（千葉県）銚子浦では正覚坊と称す（上述）、と加えている。外見はドロガメ属のようであるが、顔は猫に似て、手足は指がはっきりしない。漁師はこれを捕らえると哀れんで命をとらずに逃がしたという。
『和漢三才図会』にも、やはり漁師が捕まえて逃がすという描写がある。そもそも、漁師この和尚魚（）を見ることは「不祥」である、すなわち、不漁の前兆だとみなされた。殺そうとすると、前足を胸の前で合わせて拝むようなしぐさをし、目からは涙を流し、命乞いをするので、漁師は「私の漁には雔（）をなすなよ」と念を押して逃がすのだという。
讃岐（香川県）では亀入道ともいう。

## 中国の伝承
上述（ § ウミガメ）で示した通り、寺島良安の『和漢三才図会』では、中国の類書（『三才図会』）に記載される、紅赤色のスッポンに似、体で人面の和尚魚（ホウシャンイヱイと寺島は音写、ピンイン：heshang yu）が、日本の西海に現れるという海坊主に相当するとみなしている。
また、中国の『草木子』に記載される「海人」は、容姿が僧ににて小柄、船に乗り込むが乗員が騒ぐと大風を起こすとされていて、池田四郎次郎の辞典では日本の海坊主に同定している。

### 海和尚
和尚魚と似た名の中国妖怪に「海和尚」（かいおしょう、うみおしょう）の記述がいくつかあるが、内容が異なっている。
王大海による『海島逸志』の「海和尚」は、人間に似た妖怪で、口が耳まで裂け、人間を見つけると大笑してみせるものされる。海和尚が現れると必ず暴風で海が荒れるといって恐れられたという。これは日本の海坊主と同定される。これはウミガメの妖怪視との説もある。
一方、『台湾続志』（続修台湾府志）によれば、「海和尚は色赤く、頭と身と人形に似たり、四翅無鱗」であるが、こちらは所謂「人魚」と同じで、広東あたりで「海和尚」などと新語で呼びならわされているに過ぎないという。これと『浙江県志』の「海和尚」はまた別のものであるとする。

### 鬼哭灘
中国の『海槎余録』には、「鬼哭灘（きこくたん 、きこくなだ）の怪」という伝承がある。鬼哭灘の海上を船が行くと、没頭（＝首無し）で、隻手・独足（一本ずつの手足）の短禿（背が低い頭の禿げた）怪物が、百人あまりも群がってきて、船をくつがえそうとする。船の食べ物を何かしら投げ与えると消えていなくなるという。
井上円了が、日本でいう船幽霊に相当するとしており、かつて大田南畝も"これ海坊主の類なるべし"と論じている。
なお、鬼哭灘（きこくなだ）は、中国のみならず日本の尾州知多郡の海域にもあり、12月晦日に船を出せば、その怪異（アヤカシ）が、必ず会い、ひしゃくを多く投げ込めば止むと伝わる。

## 近年の目撃談
1971年4月、宮城県牡鹿郡女川町の漁船・第28金比羅丸がニュージーランド方面でマグロ漁をしていたところ、巻き上げていた延縄が突然切れ、海から大きな生物状のもの（海坊主）、あるいは海坊主に似たUMA「カバゴン」）が現れ、船員たちは化け物といって大騒ぎになった。それは灰色で皺の多い体を持ち、目は直径15センチメートルほど、ぎょろりとしており、鼻はつぶれ、口は見えなかった。半身が濁った海水の中に没していたために全身は確認できなかったが、尾をひいているようにも見えたという。モリで突く準備をしていたところ、その化物は海中へと消えたという。
遠洋水産研究所の焼津分室の係員はこの目撃談を聞き、本職の漁師たちが魚やクジラなどの生物を化物と誤認することはないとしている。また目撃談では水面から現れた半身は1.5メートルほどだったといい、全身はその倍以上の大きさと推測されることから、そのような生物は聞いたこともないと話していたという。
この怪異談は、毎日新聞の同年7月17日号の新聞記事にも掲載された。
探検家の角幡唯介はグリーンランドでセイウチの襲撃を受けたことがあり、「地元イヌイット猟師同様、人類が狩猟民時代だったころはずいぶんと多くの人がこの生き物に海に引きずり込まれて落命したことだろう。その記憶が集合的無意識に刻印され、海坊主神話となり世界中で語りつがれたのではないか」と述べている。

## 合理的説明
船幽霊が時化と共に出現するのに対して、海坊主の出現には海の異常が伴わないこともあるため（その場合は、大抵海坊主を見てから、天候が荒れ始める、船が沈むといった怪異が訪れる）、何か実際に存在するものを見誤ったという可能性が指摘されている。誤認したものの正体は海の生物の他、入道雲や大波など自然現象などが挙げられている。

## 比喩表現としての海坊主
漫画やアニメ、テレビドラマなどに登場するスキンヘッドで大柄の男性キャラクターが海坊主とあだ名されることがある。「宇宙刑事シャリバン」（戦士サイコラー）、「シティーハンター」（伊集院隼人）、「ハナヤマタ」（大船勝）などである。